# Andrzej Majewski (aforysta)
Andrzej Majewski (ur. 12 listopada 1966 we Wrocławiu) – polski aforysta, pisarz, fotograf, scenarzysta i kompozytor.

## Życiorys
Ukończył Akademię Ekonomiczną oraz studia doktoranckie na Wydziale Prawa Uniwersytetu Wrocławskiego. Jego aforyzmy publikowane były w antologiach aforystyki polskiej i światowej, także wydawanych za granicą. Aforyzmy były tłumaczone m.in. na angielski, niemiecki, hebrajski, serbski, rosyjski, włoski, grecki, rumuński, kataloński, czeski, koreański, turecki. Fundator Sapere Aude Foundation Polska. Prezes Towarzystwa Ekologicznego Nasz Wrocław, społecznik, organizator konkursów i imprez dla młodzieży. Autor i kompozytor piosenek dla dzieci. Członek stowarzyszenia Mensa. Autor artykułów naukowych o tematyce prawnej oraz popularnonaukowych o tematyce ekonomicznej i społecznej. Wicemistrz Rajdowych Mistrzostw Polski Automobilklubów (1998).

## Nagrody i wyróżnienia
- Zwycięzca konkursu aforystycznego im. H. Steinhausa (1995).
- Wyróżniony w konkursie im. S.J. Leca (2000).
- Wyróżniony za cykl fotografii „Efemeryczność Wieczności” w Międzynarodowym Konkursie Fotografii w Seulu w Korei (2007).
- Odznaczony odznaką honorową Zasłużony dla Kultury Polskiej przez Ministra Kultury i Dziedzictwa Narodowego (2008).
- Nagrodzony w międzynarodowym konkursie literackim Naji Maanam’s Literary Prizes (2012)[7] za humanistyczne walory twórczości.
- Zwycięzca głównej nagrody w międzynarodowym konkursie aforystycznym Premio Internazionale per l’Aforisma „Torino in Sintesi” (2012)[8].
- Nagrodzony przez Stowarzyszenie Pisarzy Serbskich nagrodą „Satire Excellence Award” (2019)[9]
- Nagrody i wyróżnienia za film „The World in Words”[10][11]: Semi–Finalist – 60 Second Intl. Film Festival, Pakistan (2019), Official Selection – First-Time Filmmaker Sessions @ Pinewood Studios, Wielka Brytania (2019), Official Selection – The International Short Film Festival, Serbia (2019), Official Selection – MoziMotion, Holandia (2019), Official Selection – Independent Talents International Film Festival, USA (2019), Semi – Finalist – Lisbon Film Rendezvous, Portugalia (2020)
- Wyróżniony w konkursie na kompozycję hejnału miasta Siechnice (konkurs pod patronatem Rektora Akademii Muzycznej im. Karola Lipińskiego we Wrocławiu, 2022)[12]

## Twórczość literacka i poetycka
- Aforyzmy i sentencje które potrząsną światem albo i nie..., tekst Andrzej Majewski, ilustracje Arkadiusz Bagiński, słowo wstępne Jan Miodek, Warszawa 1999, „Książka i Wiedza”, ISBN 83-05-13036-3.
- Aforyzmy, czyli Za przeproszeniem Magnum in parvo, tekst Andrzej Majewski, ilustracje Arkadiusz Bagiński, słowo wstępne Jan Miodek, Warszawa 2000, „Książka i Wiedza”, ISBN 83-05-13104-1.
- Adam niestrudzony wędrowiec: baśń, tekst Andrzej Majewski, ilustracje Marcin Giejson, recenzjami opatrzyli Jan Miodek, Stanisław Srokowski, Warszawa 2002, Wydawnictwo Salezjańskie, ISBN 83-7201-127-3.
- 102 rady dla dzieci mądrych, grzecznych i krnąbrnych, Wrocław 2003
- Aforyzmy na wszystkie okazje, tekst Andrzej Majewski, wstępem opatrzył Jan Miodek, Warszawa 2007, Klub dla Ciebie – Bauer-Weltbild Media, cop., ISBN 978-83-7404-673-2.
- Andrzej Majewski. Breslau, Aphorismus, wybór: Janeka Ane Madisyn, Berlin 2012, Plicpress, ISBN 978-6137835777.
- Aphorisms – quotations about: life, art, woman&man, politics and money, author: Andrzej Majewski, SAF 2015, ASIN: B011SEIJQ8, ISBN 978-83-914029-2-4.

## Twórczość fotograficzna
- Taniec Słońca w Deszczu (2000)
- Ty i ja: myśli współczesne dla moich polskich przyjaciół, tekst Annelies Langner, tłumaczenie Ewa Jakubek, słowo wstępne Jan Miodek, fotografie czarno-białe Andrzej Majewski, Wrocław 2006, wydawca Muzeum Miejskie i Sapere Aude Foundation, ISBN 83-89551-15-2.
- Efemeryczność Wieczności – Stary Cmentarz Żydowski we Wrocławiu, album fotograficzny, zdjęcia Andrzej Majewski, tekst Maciej Łagiewski, tłumaczenie[13]: Rina Benari, Ewa Jakubek, Maciej Koła, tekst równolegle polski, angielski, niemiecki, hebrajski, Wrocław 2005, nakładem Sapere Aude Foundation oraz Muzeum Miejskiego Wrocławia, ISBN 83-89551-21-7.

## Ważniejsze wystawy fotograficzne
- Efemeryczność Wieczności (Wrocław – Muzeum Miejskie Ratusz 2004)
- Efemeryczność Wieczności (Warszawa – Muzeum Stołeczne m. Warszawy 2005)
- Efemeryczność Wieczności (Seul, Korea 2007) – fotografie uzyskały wyróżnienie w konkursie International Photo Competition 2007

## Twórczość filmowa
- Klub Radzika, serial (2006/2007) scenariusz, reżyseria, piosenka tytułowa
- Ekonomia na co dzień, serial edukacyjny (2007) scenariusz
- Ekonomia w szkole, serial edukacyjny (2007) scenariusz
- The World in Words, short film (2019) scenariusz i reżyseria[14]
- The World in Words, serial (2019) scenariusz i reżyseria[15]